# Villanova Monteleone
Villanova Monteleone est une commune italienne de la province de Sassari, dans la région Sardaigne.

## Administration
| Période                                  | Période | Identité | Étiquette | Qualité |
| ---------------------------------------- | ------- | -------- | --------- | ------- |
|                                          |         |          |           |         |
| Les données manquantes sont à compléter. |         |          |           |         |

### Communes limitrophes
Alghero, Bosa, Ittiri, Monteleone Rocca Doria, Montresta, Padria, Putifigari, Romana, Thiesi.